# Psiloxylon
Psiloxylon mauritianum es una especie de plantas con flores, es la única especie de la familia obsoleta, Psiloxylaceae, ahora, según el sistema APG II convertida en la tribu Psiloxyleae perteneciente a la familia de las mirtáceas. Es endémico de las Islas Mascareñas (Mauricio y Reunión) en el Océano Índico. 
Son árboles perennes con aceites esenciales. 